# Белградска гора
Белградската гора (на турски: Belgrad Ormanı) е най-известният парк в Турция и любимо място за почивка на жителите на Истанбул.
Гората е с площ 5442 хектара и се намира на около 20 км северозападно от Истанбул в най-източния край на Тракия и Балканския полуостров. Приспада от географска гледна точка към Странджа. Носи името си от белградските дюлгери, изселени от Сюлейман Великолепни в района след превземането на Белград от османците през 1521 г. Гората е свидетел на редица исторически събития от ликвидирането на еничарския корпус до изхвърлянето на останките/заравянето на трупа на Джамал Хашогджи в нея.

## Размер и състав на гората
В рамките на район от около 5500 хектара гори тук живеят много видове растения, птици и животни. Най-често срещаното дърво в гората е горунът (Quercus petraea). Белградската гора е защитена и е една от най-посещаваните зони за отдих в Истанбул. Изграждането на западната част на магистралата, минаваща над 3-тия мост на Босфора (отворен през 2016 г.), който минава през северната част на гората, разширяването на Истанбул (Маслак и др.), селищата, които заобикалят гората, и новите пътища поставят под въпрос практическия ефект от защитата.

## Престъпления
През 2018 г. турската полиция заявява, че Джамал Хашоги е бил убит и захвърлен в тази гора.